# ジョアン・フステル
ジョアン・デラクルーズ・フステル・イ・オルテルス（Juan de la Cruz Fuster i Ortells, バレンシア語発音: [ʒuˈam fusˈteɾ j oɾˈteʎs] 1922年11月23日 - 1992年6月21日）は、スペインの著作家。カタルーニャ語の著作家として主要な位置にあり、その作品は、スペイン民主化の時期に左翼と、バレンシア州におけるナショナリズムを活気づかせた。政治的エッセイ「Nosaltres, els valencians」(1962) で彼は、「Països Catalans」の用語を創り出し、スペインから独立した国家の地位を要求した。

## 生涯と作品
彼はバレンシアの近く、スエカの村で、相対的に裕福な中流家庭に生まれた。両親は信心深いカトリック教徒でカルリストであった。父親は地元で有名な彫刻家で、宗教的な作品を主に作っていた。1941年に彼は旧ファランヘ党に入党したが、後に脱退した。1947年にフステルは法学位を取得した。後の1985年にはカタルーニャ語の文献学の博士号を取得している。1946年から56年までホセ・アルビと共同で雑誌「Verb」を発行した。彼の最初の著書「Escrit per al silenci ("Written for the Silence") 」(1954) は、内容の全てが詩であった。1952年に彼はレバンテでバレンシアのプレスとの協力を始めた。これは、彼のより突出した面のうちの1つである。彼はそれを「Destino」と「ラ・バングアルディア」で続行した。

## 受賞
1975年にはカタルーニャ文学栄誉賞を受賞している。また、1983年には Medalla d’Or de la Generalitat de Catalunya を受賞した。1984年に彼はバルセロナ大学およびバルセロナ自治大学の名誉教授となる。1986年にはバレンシア大学の文学教授に着任した。

## 殺害未遂
1981年9月11日、彼の自宅で2個の爆弾が爆発し、その所蔵書籍が大きく損なわれた。犯人が訴追されることは無かったが、それはフステルの政治的、文化的なポジションへ反発する反カタルーニャの極右によるものであったことが広く信じられている。

## 参照
1. ↑  “Biography of Joan Fuster. University of Valencia” (カタルーニャ語).   University of Valencia. 2009年5月4日時点のオリジナルよりアーカイブ。2013年8月1日閲覧。
2. ↑  “Two bombs against Joan Fuster's house” (スペイン語). (1981年9月12日)
3. ↑   (カタルーニャ語) Homenatge Universitari a Joan Fuster. University of València. p. 33. ISBN 84-370-1415-8
4. ↑  Salvador Enguix (2008年10月22日). “What's left of Joan Fuster?” (スペイン語)
5. ↑  Vicent Partal (2010年5月3日). “Under suspicion” (カタルーニャ語) 2010年6月7日閲覧。

## 著作（電子書籍版）
- Nosaltres els valencians （カタルーニャ語）
- Qüestió de noms （カタルーニャ語）